# Klause (Engpass)
Als eine Klause, auch Kluse, bezeichnet man einen Engpass, meist ein enges, steiles Durchbruchstal (Schlucht, Klamm). Es entsteht im Allgemeinen durch rückschreitende Erosion.
Der Name ist im Alpenraum heimisch und leitet sich als Lehnwort aus dem Lateinischen von claudere „schließen“ ab.

## Beispiele
- Inntal bei Finstermünz, Grenze der Schweiz zu Tirol,
- Engstelle der Steyr im südöstlichen Oberösterreich,
- Klause bei Mödling südlich von Wien,
- Klause in Lochau-Tannenbach, Vorarlberg. Diese befindet sich zwischen Bodensee und Pfänderstock. Sie war im Dreißigjährigen Krieg Teil der Befestigungsanlage.
- Salurner Klause im Etschtal an der Grenze zwischen Südtirol und dem italienischsprachigen Trentino.
- Klus (Prättigau) im Kanton Graubünden, Schweiz
- Kluse im Tal der Leine in Niedersachsen zwischen dem breiten Leinegraben um Göttingen und dem wieder in nördlicher Richtung verlaufenden Tal ab Kreiensen

## Ortsnamen
Mundartlich sagt man hierfür in manchen Gegenden auch „die Klaus“ oder „die Klausen“ (jeweils Einzahl), von dem sich etliche Ortsnamen ableiten
- Klaus (Vorarlberg)
- Klaus an der Pyhrnbahn
- Klausen (Südtirol)
- Klausenburg
- Klausen (Eifel)
- Klausen-Leopoldsdorf (Niederösterreich)
- Klusensteiner Mühle (Sauerland)

häufig ist auch:
- Klausbach

italienische Entsprechung:
- Chiusa, Chiusi